# Municipi de Jelgava
El municipi de Jelgava (en letó: Jelgavas novads) és un dels 110 municipis de Letònia, que es troba localitzat al centre-sud del país bàltic, i que té la capital a la localitat de Jelgava, tot i que aquesta no forma part del municipi. El municipi va ser creat l'any 2009 després de la reorganització territorial.

## Ciutats i zones rurals
- Elejas pagasts (zona rural)
- Glūdas pagasts (zona rural)
- Jaunsvirlaukas pagasts (zona rural)
- Kalnciems (ciuadad con zona rural)
- Lielplatones pagasts (zona rural)
- Līvbērzes pagasts (zona rural)
- Platones pagasts (zona rural)
- Sesavas pagasts (zona rural)
- Svētes pagasts (zona rural)
- Valgundes pagasts (zona rural)
- Vilces pagasts (zona rural)
- Vircavas pagasts (zona rural)
- Zaļenieku pagasts (zona rural)

## Població i territori
La seva població està composta per un total de 27.276 persones (2009). La superfície del municipi té uns 1.319 kilòmetres quadrats, i la densitat poblacional és de 20,68 habitants per kilòmetre quadrat.